# 2011 MD

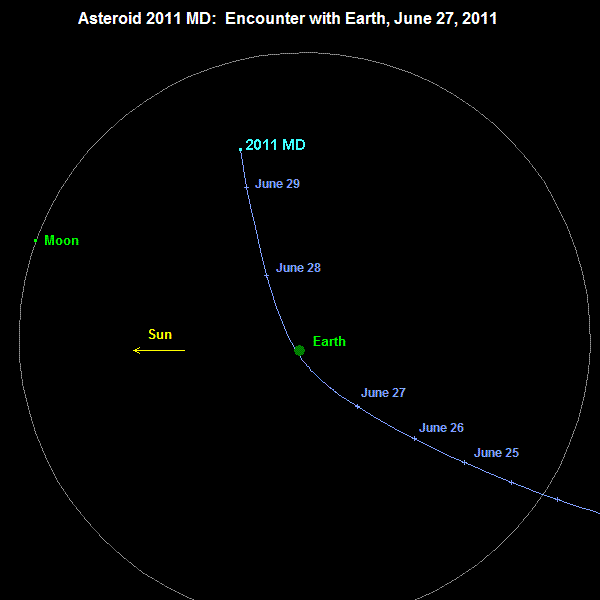
Траєкторія 2011 MD.

2011 MD — навколоземний астероїд з групи Амура. Цей астероїд було виявлено 22 червня 2011 року, в рамках програми досліджень LINEAR.
27 червня 2011 астероїд пройшов — на відстані приблизно 12 300 кілометрів до Землі (близько 1/31 відстані Земля-Місяць).
Існують плани НАСА направити до цього астероїда астронавтів і навіть відбуксирувати до Землі.